# Palaeomedusa
Palaeomedusa is een geslacht van uitgestorven thalassochelydische schildpadden uit het Tithonien van het Laat-Jura (145,5 tot 150,8 miljoen jaar geleden). 
De arts Karl Oberndorfer verwierf de voorkant van een schilpadskelet, vermoedelijk door steenwerkers ontdekt in een of andere groeve in de Solnhofener kalksteen bij Kelheim. Het werd voor het eerst beschreven in 1860 door de Duitse paleontoloog Christian Erich Hermann von Meyer. De typesoort Palaeomedusa testa is de enige soort die onder het geslacht Palaeomedusa valt. De geslachtsnaam betekent 'oude medusa' omdat het stuk in eerste instantie was aangezien voor een kwal. De soortaanduiding betekent 'schotelvormig'.
Het holotype is BSPGAS I 818. Het was overgedaan aan de Beierse staatscollectie te München en overleefde als een van de weinige schildpadfossielen het bombardement op die stad in 1944.
De achterkant van hetzelfde skelet werd in 1861 door Johann Andreas Wagner benoemd als de soort Eurysternum crassipes, wat dus een jonger synoniem is. Karl Alfred von Zittel meende daarom dat beide soorten jongere synoniemen waren van Eurysternum wagleri. Dat standpunt werd tot in de eenentwintigste eeuw door de meeste onderzoekers gevolgd totdat Palaeomedusa in 2014 weer als een geldig taxon werd beschouwd, toen betere vondsten aantoonden dat er duidelijke anatomische verschillen waren met Eurysternum.
In dit geval zijn er andere jongere synoniemen: Acichelys redenbacheri, Achelonia formosa, Aplax oberndorferi en Thalassemys marina Joyce 2003.
Palaeomedusa onderscheidt zich van verwanten door een ovaal schild dat vooraan smal is; randopeningen in het schild die gereduceerd of afwezig zijn, een vooraan smalle eerste wervelplaat die naar voren alleen de halswervels raakt en robuuste vingerkootjes.